# ラムジー郡 (ノースダコタ州)
ラムジー郡（英: Ramsey County）は、アメリカ合衆国ノースダコタ州の北東部に位置する郡である。2010年国勢調査での人口は11,451人であり、2000年の12,066人から5.1％減少した。郡庁所在地はデビルズレイク市（人口7,141人）であり、同郡で人口最大の町でもある。

## 歴史
ラムジー郡は1872年から1873年にダコタ準州議会が創設した。郡名は当時ミネソタ州選出のアメリカ合衆国上院議員を務めていたアレクサンダー・ラムジーに因んで名付けられた。郡政府は1883年1月25日に初めて組織化された。

## 地理
アメリカ合衆国国勢調査局に拠れば、郡域全面積は1,301平方マイル (3,370 km2)であり、このうち陸地は1,185平方マイル (3,069 km2)、水域は116平方マイル (300 km2)で水域率は8.92％である。

### 主要高規格道路
- アメリカ国道2号線
- アメリカ国道281号線
- ノースダコタ州道1号線
- ノースダコタ州道17号線
- ノースダコタ州道19号線
- ノースダコタ州道20号線
- ノースダコタ州道57号線

### 隣接する郡
- キャバリエ郡 - 北
- ウォルシュ郡 - 東
- ネルソン郡 - 南東
- ベンソン郡 - 南西
- タウナー郡 - 北西

### 国立保護地域
- アリス湖国立野生生物保護区（部分）
- シルバー湖国立野生生物保護区（部分）

## 人口動態
以下は2000年の国勢調査による人口統計データである。
| 基礎データ - 人口: 12,066人 - 世帯数: 4,957 世帯 - 家族数: 3,187 家族 - 人口密度: 4人/km2（10人/mi2） - 住居数: 5,729軒 - 住居密度: 2軒/km2（5軒/mi2） 人種別人口構成 - 白人: 92.31% - アフリカン・アメリカン: 0.21% - ネイティブ・アメリカン: 5.40% - アジア人: 0.26% - その他の人種: 0.17% - 混血: 1.64% - ヒスパニック・ラテン系: 0.52% 先祖による構成 - ドイツ系：37.7％ - ノルウェー系：33.7％ 年齢別人口構成 - 18歳未満: 25.0% - 18-24歳: 8.0% - 25-44歳: 25.9% - 45-64歳: 22.3% - 65歳以上: 18.8% - 年齢の中央値:40歳 - 性比（女性100人あたり男性の人口） - 総人口: 97.4 - 18歳以上: 94.4 | 世帯と家族（対世帯数） - 18歳未満の子供がいる: 29.9% - 結婚・同居している夫婦: 51.8% - 未婚・離婚・死別女性が世帯主: 8.5% - 非家族世帯: 35.7% - 単身世帯: 31.1% - 65歳以上の老人1人暮らし: 14.6% - 平均構成人数 - 世帯: 2.34人 - 家族: 2.94人 収入と家計 - 収入の中央値 - 世帯: 35,600米ドル - 家族: 42,439米ドル - 性別 - 男性: 29,562米ドル - 女性: 18,629米ドル - 人口1人あたり収入: 18,060米ドル - 貧困線以下 - 対人口: 12.6% - 対家族数: 8.7% - 18歳未満: 16.9% - 65歳以上: 8.0% |

## 都市と町

### 都市
- ブロケット
- チャークスフェリー
- クレイリー
- デビルズレイク - 郡庁所在地
- エドモア
- ハンプデン
- ロートン
- スタークウェザー

注: ノースダコタ州の法人化された自治体は、その大きさに拠らず全て「市」になる

### その他の町
| - ペン - ウェブスター - レイクウッドパーク - ダービー - ラムジー - グランドハーバー - ガースキース - ウィートウォーター - フレッシュウォーター - オデッサ | - イエルサレム - ドイオン - バートレット - ミニューオーカーン - サウスミニューオーカーン - エセックス - キース - ローアビル - デリック - セントジョー | - サウザム |

### 郡区
| - バートレット - カトー - チェインレイクス - クーリー - クリール - ドグロート - ドライレイク - ファンチャー - フレッシュウォーター - グランドハーバー - ハンマー - ハーディング | - ハイランドセンター - ホープ - クリングストラップ - ロートン - リルホフ - ミニューオーカーン - モリス - ニューバー - ニューランド - ヌーナン - ノースクリール - ノースフィールド | - オデッサ - オンタリオ - オーバーランド - ペリカン - ポプラグローブ - プロスペクト - ロイアル - サウスミニューオーカーン - スティーブンス - サリバン - トライアンフ - ウェブスター |